# Campylopus arbogastii
Campylopus arbogastii là một loài rêu trong họ Dicranaceae. Loài này được Renauld & Cardot mô tả khoa học đầu tiên năm 1891.